# 船をみた日に
「船をみた日に」（ふねをみたひに）は、1985年6月～7月まで、NHKの音楽番組『みんなのうた』で放送された楽曲。作詞：井上頌一、作曲：みなみらんぼう、編曲：石原眞治、歌：由紀さおり。

## 概要
港を舞台に海の風景や船の乗客と港で待つ人・別れる人の様子を歌っている。
これまで『みんなのうた』で作詞・作曲を担当したみなみらんぼうだが、作曲のみを担当したのは本曲のみ。由紀さおりは1981年8月放送の「渥美地方の子守唄」以来4年ぶりの歌唱。現在まで由紀さおりのCD等に音源化がされておらず、非常にマイナーな楽曲となっている。
再放送は初回から17年後の2003年6月〜7月にラジオのみで行われた。